# Athelidium
Athelidium Oberw. è un genere di funghi basidiomiceti corticioidi della famiglia Stephanosporaceae Oberw. & E. Horak. Attualmente il genere comprende tre sole specie: A.aurantiacum (M.P. Christ.) Oberw. [tipo del genere!], A. caucasicum Yurchenko e A. phycophilum (Jülich) Zmitr. & Spirin. Quest'ultima deve considerarsi di assegnazione dubbia. 
Originariamente Oberwinkler aveva compreso nel genere anche A. pyriforme (M.P. Christ.) Oberw., specie oggi assegnata al genere Eonema Redhead, Lücking & Lawrey.

## Descrizione
Basidiomi corticioidi, resupinati, effusi, con superficie fertile di colore biancastro o giallo arancio, con sistema ifale monomitico, basidi più o meno stretti, con profilo da cilindrico a clavato e spore ialine, a parete sottile, lisce e non amiloidi.